# سرمایه ثابت
سرمایه ثابت (انگلیسی: Fixed capital) در اقتصاد و حسابداری، به هر نوع دارایی فیزیکی واقعی اطلاق می‌شود که در تولید یک محصول مورد استفاده قرار می‌گیرد؛ ولی در فرایند تولید استفاده نشده‌است. دیوید ریکاردو، نخستین اقتصاددانی بود که مبحث سرمایه ثابت را به لحاظ تئوری تحلیل و مطرح نمود. سرمایه‌های ثابت بخشی از کل سرمایه‌ای است که در دارایی‌های ثابت (مانند زمین، ساختمان‌ها، وسایل نقلیه، کارخانه و تجهیزات) در بیش از یک دوره حسابداری، سرمایه‌گذاری می‌شوند.